# Янушувка (Великопольське воєводство)
Янушувка (пол. Januszówka) — село в Польщі, у гміні Добра Турецького повіту Великопольського воєводства.
Населення — 104 особи (2011).
У 1975-1998 роках село належало до Конінського воєводства.

## Демографія
Демографічна структура станом на 31 березня 2011 року:
|          | Загалом | Допрацездатний вік | Працездатний вік | Постпрацездатний вік |
| -------- | ------- | ------------------ | ---------------- | -------------------- |
| Чоловіки | 51      | 9                  | 35               | 7                    |
| Жінки    | 53      | 11                 | 28               | 14                   |
| Разом    | 104     | 20                 | 63               | 21                   |